# John Lavarack

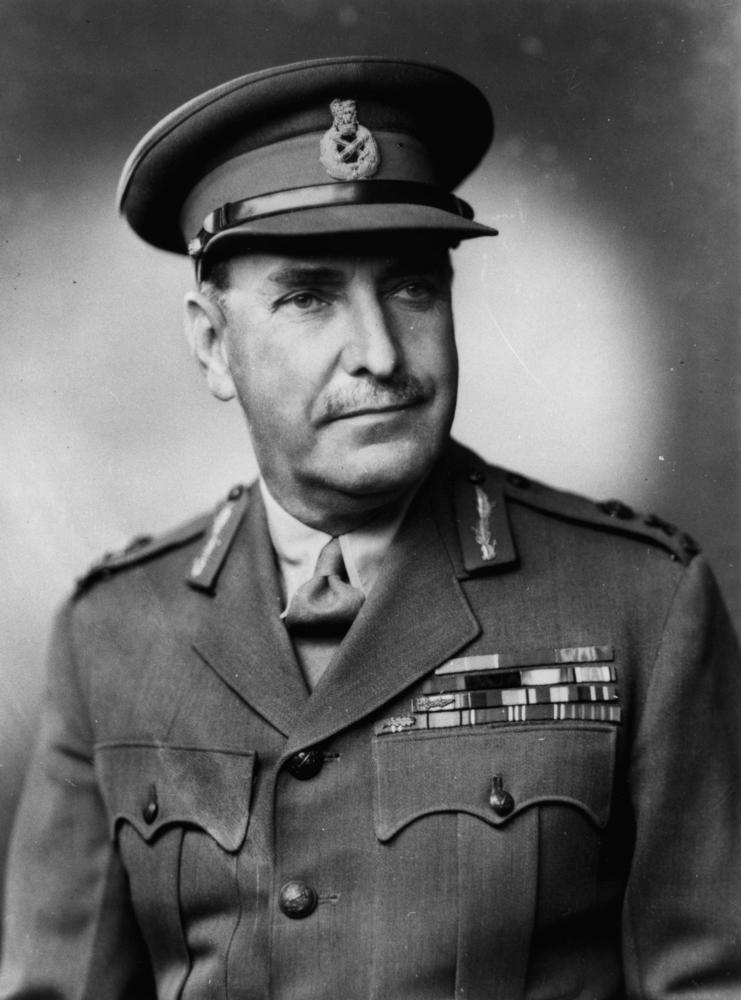
John Dudley Lavarack (um 1950)

Sir John Dudley Lavarack KCMG KCVO KBE CB DSO (* 19. Dezember 1885 in Kangaroo Point, Queensland; † 4. Dezember 1957 in Buderim) war ein australischer Offizier und Gouverneur von Queensland, der erste, der auch auf dem australischen Kontinent geboren wurde.

## Leben
Lavarack wurde in einem Vorort von Brisbane geboren. Er besuchte die Brisbane Grammar School, wo er im Armee-Kadetten-Unterricht herausragte.

### Erster Weltkrieg
Am 7. August 1905 wurde er Leutnant der Royal Australian Artillery. 1913 erhielt er eine Ausbildung am Staff College Camberley in England. Nach Ausbruch des Ersten Weltkrieges war er zunächst im britischen Kriegsministerium tätig und dann als Brigade Major (Stabschef) der Divisionsartillerie der britischen 22. Division. Im September 1915 kam er mit seiner Division nach Frankreich, diese wurde aber schon bald nach Saloniki transferiert, um an der Balkanfront eingesetzt zu werden. Er war zwar bereits seit Anfang 1915 der Australian Imperial Force zugeteilt, erhielt aber erst 1916 die Erlaubnis, den Balkan zu verlassen und sich seinen Landsleuten in Frankreich anzuschließen. Hier kam er ab Juli 1916 während der Schlacht an der Somme bei der 2. und später bei der 5. australischen Division zum Einsatz. Im Mai 1917 wurde er in den Stab der 1. australischen Division versetzt, wo er unter deren Stabschef, dem damaligen Oberst Thomas Blamey, diente. Mit diesem sollte ihn eine lebenslange Konkurrenz verbinden. Seit Dezember 1917 war er Oberstleutnant und Chef des Generalstabs der 4. australischen Division.

### Zwischenkriegszeit
Nach dem Krieg kehrte er nach Australien zurück und unterrichtete am Royal Military College Duntroon. 1926 erhielt er den Ehrenrang eines Obersts. Ab 1927 besuchte er einen einjährigen Kurs am Imperial Defence College in London, den er als erster Offizier der australischen Armee abschloss. Nach seiner Rückkehr nach Australien wurde er Direktor für Operationen und Aufklärung im Armeehauptquartier. Ab 1933 war er Kommandant des Royal Military College Duntroon. Am 21. April 1935 wurde er Generalmajor und Chef des australischen Generalstabs, wobei er mehreren rangälteren Kollegen vorgezogen wurde. Als Chef des Generalstabs setzte er sich vehement für die Schaffung einer Manöverarmee zusätzlich zum Milizheer ein, was er für den Fall eines Krieges mit Japan als notwendig erachtete. Dies wurde ihm von vielen Politikern verübelt.

### Zweiter Weltkrieg
Zu Beginn des Zweiten Weltkrieges wurde er zum Generalleutnant befördert und übernahm das Southern Command. 1940 sollte er Kommandeur der 6. Division werden, was ihm aber vom Kommandeur des I. Korps, seinem alten Rivalen Thomas Blamey, aufgrund von „Charakterschwäche“ verwehrt wurde. Stattdessen wurde er Kommandeur der neuaufgestellten 7. Division, musste dafür aber die Degradierung zum Generalmajor hinnehmen. Anfang April 1941 wurde er zum Kommandanten der Festung Tobruk ernannt, die damals vom Deutschen Afrikakorps unter Erwin Rommel belagert wurde. Nach dem Willen des britischen OB Nahost Archibald Wavell sollte er auch das XIII. Korps der Commonwealth-Streitkräfte übernehmen, was aber von Blamey verhindert wurde, der sich dadurch zurückgesetzt gefühlt hätte. Mitte des Monats kehrte er zu seiner Division nach Ägypten zurück. Nach Erfolgen im Syrisch-Libanesischen Feldzug wurde er wieder zum Generalleutnant befördert und wurde Nachfolger Blameys als Kommandierender General des I. australischen Korps, nachdem dieser zum Stellvertreter Wavells ernannt worden war. Nach dem Ausbruch des Krieges gegen Japan wurde seine Einheit im Januar 1942 in den Pazifik abkommandiert. Er wurde Oberbefehlshaber der 1. australischen Armee und mit der Verteidigung von Queensland und New South Wales betraut. Dies bedeutete einen zweijährigen Dienst fern von der Front. Im Februar 1944 gelangte er in die USA und wurde Chef der dortigen australischen Militärmission. 1945 war er oberster militärischer Berater der australischen Delegation bei der Gründungskonferenz der Vereinten Nationen in San Francisco. Im August 1946 kehrte er nach Australien zurück und trat aus der Verärgerung über den Mangel an einer aktiven Kommandeurstelle, welcher vor allem seinem Widersacher Blamey geschuldet war, einen Monat später aus der Armee aus.

### Gouverneur von Queensland
Im direkten Anschluss übernahm er das Amt des Gouverneurs von Queensland, nachdem Ned Hanlon, der Premierminister von Queensland, es Leslie Morshead angeboten hatte, welcher jedoch ablehnte. Damit war Laverack der erste Gouverneur von Queensland, der gebürtiger Australier war und der zweite Gouverneur eines australischen Bundesstaates überhaupt, der auch im Lande geboren wurde. Er trat insgesamt drei Amtszeiten als Gouverneur an und verstarb noch im Amt am 4. Dezember 1957, nachdem er am Anfang desselben Jahres seine Amtsgeschäfte aus Krankheitsgründen dem Stellvertretenden Gouverneur übergeben hatte.

## Ehrungen
Er erhielt für seine Verdienste im Ersten Weltkrieg 1918 den Distinguished Service Order, 1919 das Croix de guerre, wurde im selben Jahr als Companion des Order of St. Michael and St. George ausgezeichnet und dreimal im Kriegsbericht erwähnt.
Für seine Verdienste im Zweiten Weltkrieg wurde er 1942 als Knight Commander des Order of the British Empire geadelt. Als Gouverneur von Queensland wurde er 1954 auch zum Knight Commander des Order of the British Empire und 1955 auch zum Knight Commander des Royal Victorian Order geschlagen.
Die Kaserne Lavarack Barracks in Townsville, Queensland wurde nach ihm benannt.